# Zoltán Krenický
Zoltán Krenický, né le 16 novembre 1925, à Klokočov, en Tchécoslovaquie et décédé le 22 juin 1976, à Košice, en Tchécoslovaquie, est un joueur tchécoslovaque de basket-ball. 